# Мирко Срзентић
Мирко Срзентић (Улцињ, 9. октобар 1911 — Београд, 1. фебруар 1935) био је студент права и припадник револуционарног студентског покрета на Београдском универзитету, убијен од стране полиције приликом студентског протеста.

## Биографија
Рођен је 9. октобра 1911. године у Улцињу, а још као ученик гимназије заинтересовао се за револуционарни омладински покрет. Након доласка на Правни факултет прикључио се револуционарном студентском покрету на Београдском универзитету, који је био под јаким утицајем илегалне Комунистичке партије Југославије (КПЈ).
Како би се обрачунала са револуционарим студентима и комунистичком акцијом у школама, а посебно на Универзитету у Београду, Влада Богољуба Јевтића је одлучила да створи у Вишеграду концентрациони логор у који су били упућивани студенти, након сукоба са полицијом или режимском студентском организацијом ОРНАС.
Прва група од 35 студената из Београда, била је интернирана у овај логор 29. јануара. Пар дана касније, 1. фебруара 1935. године око 1.000 студената Београдског универзитета је одржало велике демонстрације са захтевом да се интернирани студенти пусте из логора. Студенти су се тада забарикадирали у згради Универзитета на Краљевом тргу и покушали да штрајком глађу присиле власти на попуштање. Полиција је тада опколила зграду Универзитета и покушала да насилно продре унутра, како би растурила демонстранте. У овом нападу су употребили оружје и пуцали на студенте и том приликом је убијен студент Мирко Срзентић. Након тога они су успели да продру у зграду Универзитета и ухапсе више десетина студената.
Његово име носи Академско културно-уметничко друштво „Мирко Срзентић” основано 1965. године на Универзитету у Титограду, као и основна школа „Мирко Срзентић” у Петровцу, код Будве. Његово име такође носе и две улице у Републици Србији — у Краљеву и Ловћенцу.